# Río Choquepujo
Río Choquepujo är ett vattendrag i Bolivia.   Det ligger i departementet La Paz, i den västra delen av landet, 400 km nordväst om huvudstaden Sucre.
Omgivningarna runt Río Choquepujo är i huvudsak ett öppet busklandskap. Runt Río Choquepujo är det mycket glesbefolkat, med 4 invånare per kvadratkilometer.